# Johann Wadephul
Johann David Wadephul [ˈjoːhan ˈvaːdəˌfuːl] (Husum, 10 de febrero de 1963) es un político alemán de la Unión Demócrata Cristiana (CDU) que ha sido miembro del Bundestag desde 2009. Desde el 6 de mayo de 2025 es ministro Federal de Asuntos Exteriores en el gobierno de Friedrich Merz.

## Biografía

### Formación y carrera profesional
Wadephul completó su educación secundaria en la Meldorfer Gelehrtenschule en 1982. Posteriormente, sirvió como soldado temporal en la Bundeswehr entre 1982 y 1986, alcanzando el rango de teniente coronel en la reserva. Estudió Derecho en la Universidad de Kiel, obteniendo su primer examen estatal en 1991 y el segundo en 1995. En 1996, se doctoró en Derecho con una tesis sobre relaciones laborales. Desde entonces, ha ejercido como abogado especializado en derecho sanitario y social.

### Trayectoria política

#### Inicios en la CDU y política estatal
Wadephul se unió a la CDU en 1982 y participó activamente en la Junge Union, siendo presidente del distrito de Dithmarschen entre 1985 y 1989 y líder estatal en Schleswig-Holstein de 1992 a 1996. Formó parte del liderazgo estatal de la CDU desde 1993, sirviendo como secretario general de 1997 a 2000 y como presidente estatal de 2000 a 2002. Durante su presidencia, apoyó la candidatura de Edmund Stoiber para las elecciones federales de 2002.
Fue miembro del Landtag de Schleswig-Holstein desde 2000 hasta 2009, liderando el grupo parlamentario de la CDU entre 2005 y 2009.

#### Carrera en el Bundestag
Desde su elección al Bundestag en 2009, Wadephul ha ocupado varios puestos clave. Inicialmente, fue miembro del Comité de Asuntos Laborales y Sociales. Tras las elecciones de 2013, presidió la Comisión de Escrutinio Electoral, Inmunidad y Reglamento. También ha sido miembro del Comité de Asuntos Exteriores y del Consejo de Ancianos del parlamento.
En el ámbito internacional, ha sido delegado alemán en la Asamblea Parlamentaria del Consejo de Europa desde 2010 y en la Asamblea Parlamentaria de la OTAN desde 2022 y hasta 2024. En estas funciones, participó en comités relacionados con asuntos jurídicos, derechos humanos y política internacional.

#### Ministro de Asuntos Exteriores
El 6 de mayo de 2025, Wadephul asumió el cargo de ministro Federal de Asuntos Exteriores en el gobierno de coalición liderado por Friedrich Merz. Su nombramiento se produjo tras la formación de una coalición entre la CDU/CSU y el SPD.

## Posiciones políticas
Wadephul ha adoptado posturas independientes en varias ocasiones. En 2017, votó a favor de la legalización del matrimonio entre personas del mismo sexo, en contra de la mayoría de su grupo parlamentario. En 2020, cofirmó una carta solicitando a la Unión Europea la acogida de niños refugiados de campamentos en Grecia. En 2021, respaldó públicamente a Norbert Röttgen para la presidencia de la CDU. En 2023, abogó por permitir que Ucrania utilizara armas suministradas por Alemania en territorio ruso.
Wadephul apoyó la exportación de armas alemanas a Israel durante la guerra de Gaza. Afirmó: «Debemos trabajar para garantizar que se eviten las críticas excesivas e injustificadas a Israel. Esto se aplica a muchas resoluciones de los organismos de la ONU que son parciales contra Israel y tienen una clara motivación antiisraelí, si no antisemita». En mayo de 2025, después de que las FDI bombardearan una escuela en el barrio de Daraj, en la ciudad de Gaza (Palestina), en la que murieron al menos a treinta y seis personas, incluidos dieciocho niños y seis mujeres, y otras cincuenta y cinco personas resultaron heridas. Wadephul, dijo que Berlín continuaría vendiendo armas a Israel.

## Controversias
En febrero de 2025, Wadephul fue víctima de una llamada telefónica engañosa realizada por los humoristas rusos Vovan y Lexus, quienes se hicieron pasar por empleados del presidente ucraniano Volodímir Zelenski. Durante la conversación, discutió sobre el apoyo militar y la posible entrega de misiles de crucero Taurus, lo que generó críticas y preocupaciones sobre la seguridad de la información.

## Vida personal
Wadephul está casado y tiene tres hijos. La familia reside en Molfsee, Schleswig-Holstein. Es miembro de la Iglesia Evangélica Luterana y mantiene su rango de teniente coronel en la reserva de la Bundeswehr.